# دومينيكو فلاستو
دومينيكو فلاستو (بالفرنسية: Dominique Vlasto )‏ من مواليد ( 1946  م) هي سياسية فرنسية، ولدت في مارسيليا، الاتحاد من أجل حركة شعبية.

## مناصب
تولت منصب عضو في البرلمان الأوروبي (14 يوليو 2009–30 يونيو 2014)
- عضو في البرلمان الأوروبي (20 يوليو 2004–13 يوليو 2009)[1]
- عضو في البرلمان الأوروبي (1 يناير 2000–19 يوليو 2004).[1]